# 廣部千恵子
廣部 千恵子（ひろべ ちえこ、1936年8月16日 - ）は、日本の薬学者（薬系化学・創薬科学・宗教学）。学位は博士（医学）（東邦大学・2001年）。旧姓は水島（みずしま）。姓の「廣」は「広」の旧字体のため、新字体で広部 千恵子（ひろべ ちえこ）とも表記される。
ノートルダム大学助手を経て、中島国際特許事務所化学部に勤務し、清泉女子大学人間科学課程教授、清泉女子大学文学部教授、清泉女子大学人文科学研究所教授などを歴任した。

## 概要
薬系化学、創薬科学を専攻する薬学者である。聖書と植物学に関する研究や漢方の研究などで知られている。ノートルダム大学を経て中島国際特許事務所に勤務し、のちに清泉女子大学で教鞭を執った。

## 来歴

### 生い立ち
1936年（昭和11年）に生まれた。東京薬科大学に進学し、薬学部の薬学科にて学んだ。1959年（昭和34年）、東京薬科大学を卒業した。それに伴い、薬学士の称号を取得した。なお、後年になって「セイヨウニンジンボク（Vitex agnus-castus）抽出物のヒト培養子宮頸管線維芽細胞、卵巣癌細胞および乳癌細胞に対する増殖抑制作用」と題した博士論文を執筆した。その結果、2001年（平成13年）2月21日に東邦大学より博士（医学）の学位が授与された。

### 薬学者として
アメリカ合衆国に渡り、1959年（昭和34年）よりノートルダム大学に助手として勤務する。赤外線スペクトルの測定などに携わった。その後、中島国際特許事務所に採用され、1961年（昭和36年）から1962年（昭和37年）にかけて化学部にて勤務した。また、清泉女子大学においても、同じく1961年（昭和36年）から1962年（昭和37年）にかけて助手を務め、化学の講義に携わった。
1962年（昭和37年）に清泉女子大学にて専任の講師となり、同年から1992年（平成4年）にかけて一般教育の講義を担当した。1993年（平成5年）に助教授に昇任し、引き続き同年から1994年（平成6年）にかけて一般教育の講義を担当した。1994年（平成6年）から1997年（平成9年）にかけては人間科学課程の講義を担当した。1997年（平成9年）に教授に昇任し、引き続き同年から1998年（平成10年）にかけて人間科学課程の講義を担当した。1998年（平成10年）から2003年（平成15年）にかけては、文学部の教授として文化史学科の講義を担当した。2003年（平成15年）からは人文科学研究所の教授となった。
清泉女子大学を定年退職してからは、オーストラリア連邦やイスラエル国にて現地調査や研究活動を展開していた。

## 研究
専門は薬学であり、薬系化学や創薬科学といった分野の研究に従事した。また、宗教学に関連する研究にも取り組んだ。具体的には聖書と植物学の研究、および、漢方の研究に取り組んでいた。ソロモンの雅歌やイエス・キリストのたとえ話をはじめとする聖書に登場する植物について、10年がかりでイスラエル国にて現地調査を実施した。その調査結果を踏まえたうえで、ヘブライ語やギリシア語の聖書における原語を掲げるとともに、最新の研究成果に基づく解説を詳述し、その成果を『新聖書植物図鑑』として上梓している。これまでの業績に対しては、1998年（平成10年）に日本カトリック大学連盟・日本カトリック短期大学連盟よりカトリック学術研究奨励賞が授与されている。
学術団体としては、日本食品化学学会などに所属していた。

## 人物
清泉女子大学を定年退職してからは、プログラミングを学び、自身の研究成果を生かしたアプリケーションの制作に取り組んでいる。イスラエルの花や聖書の植物に関するアプリケーションを開発した。80代になってもドローンを駆使した空撮やプログラミングに取り組んでおり、将来的には日本の薬草についてのアプリケーションの制作を検討している。

## 家族・親族
夫は同じく薬学者の廣部雅昭、子は探検家の広部俊明である。父は化学者として知られる水島三一郎である。母方の祖父が正田貞一郎であるため、美智子上皇后とは従姉妹同士となる。正田家では美智子上皇后の従兄弟姉妹にあたる親族を集めて定期的に「いとこ会」を開催しており、廣部家の者も参加している。
- 三代目正田文右衛門（高祖父） - 商人
- 正田作次郎（曾祖父） - 実業家
- 五代目正田文右衛門（曾祖父） - 政治家
- 正田貞一郎（祖父） - 実業家
- 正田きぬ（祖母） - 歌人
- 水島三一郎（父[9]） - 化学者
- 正田建次郎（伯父[9]） - 数学者
- 正田英三郎（伯父[9]） - 実業家
- 廣部雅昭（夫[8][9]） - 薬学者
- 水島恵一（兄[9]） - 心理学者
- 水島裕（兄[9]） - 政治家
- 正田彬（従兄） - 法学者
- 正田修（従兄[9]） - 実業家
- 脇村春夫（従弟[9]） - 実業家
- 美智子上皇后（従姉[9]） - 皇族
- 広部俊明（子[8][9]） - 探検家
- 羽田美智子（元義娘） - 俳優
- 水島昇（甥） - 生物学者
- 水島広子（姪） - 政治家
- 今上天皇（従甥） - 天皇
- 文仁皇嗣（従甥） - 皇族
- 黒田清子（従姪） - 神職

## 略歴
- 1936年 - 誕生[3]。
- 1959年 - 東京薬科大学薬学部卒業[1]。
- 1959年 - ノートルダム大学助手[1]。
- 1961年 - 中島国際特許事務所化学部勤務[1]。
- 1961年 - 清泉女子大学化学助手[1]。
- 1962年 - 清泉女子大学一般教育講師[1]。
- 1993年 - 清泉女子大学一般教育助教授[1]。
- 1994年 - 清泉女子大学人間科学課程助教授[1]。
- 1997年 - 清泉女子大学人間科学課程教授[1]。
- 1998年 - 清泉女子大学文学部教授[1]。
- 2003年 - 清泉女子大学人文科学研究所教授[1]。

## 賞歴
- 1998年 - カトリック学術研究奨励賞[1]。

## 著作

### 単著
- 広部千恵子著『ロザリオのすすめ』ドン・ボスコ社、1994年。ISBN 4886261272
- 廣部千恵子著『暮らしの漢方講座』メディカルユーコン、1997年。ISBN 4901767070

### 共著
- オーリー・フラグマン・広部千恵子著『イスラエル花図鑑』ミルトス、1995年。ISBN 4895860132
- 廣部千恵子著、横山匡写真『新聖書植物図鑑』教文館、1999年。ISBN 4764240246
- 沖中正樹・廣部千恵子著『自然治癒力を高めよう』メディカルユーコン、2004年。ISBN 4901767178

### 註釈
1. ↑  薬学士の称号は、1991年7月1日以降の学士（薬学）の学位に相当する。